# Blond (gruppo musicale)

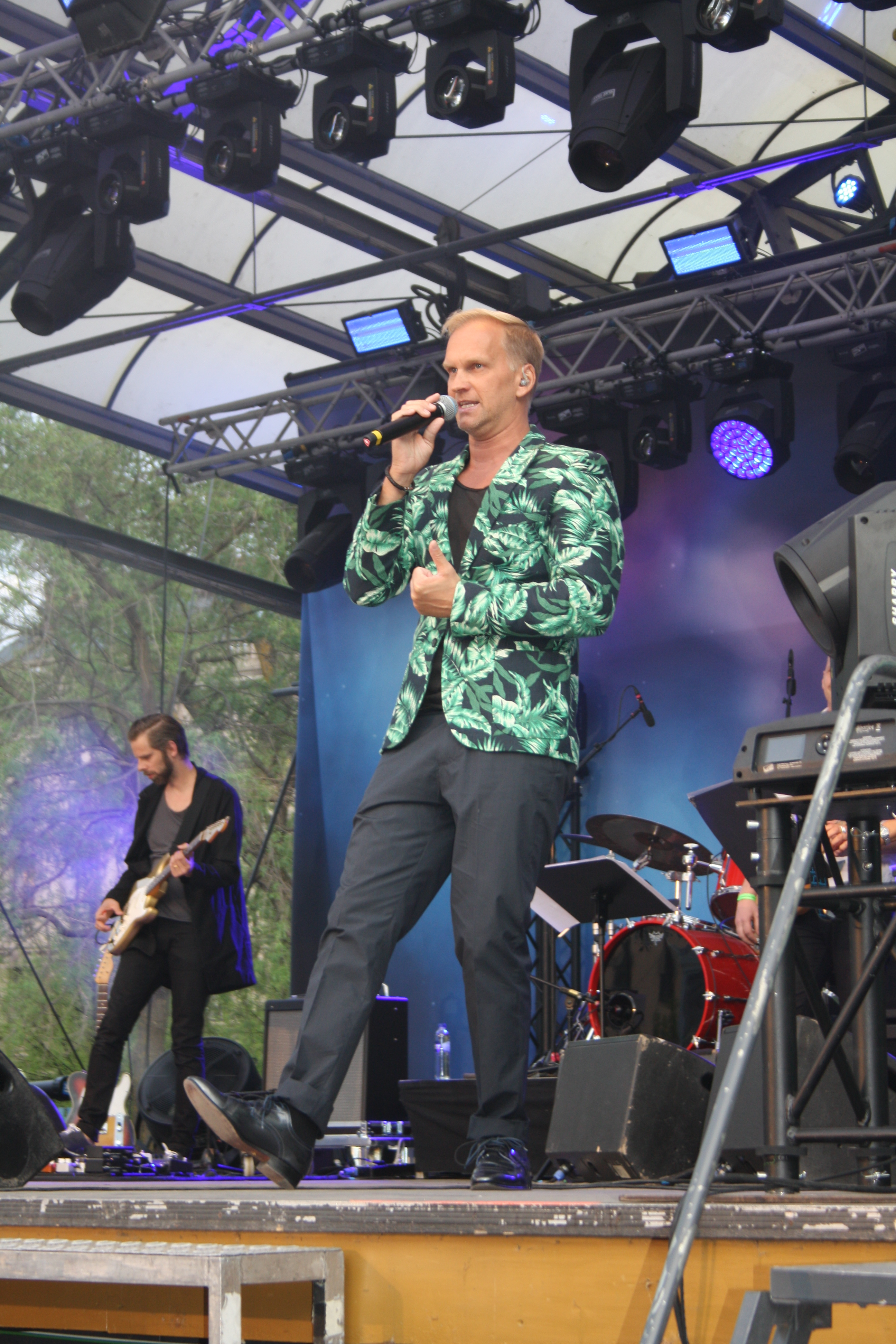
Gabriel Forss, il frontman

I Blond erano un gruppo musicale svedese attivo nel 1997 e formato da Gabriel Forss, Jonas Karlhager e Patrik Lundström.
Hanno rappresentato la Svezia all'Eurovision Song Contest 1997 con il brano Bara hon älskar mig.

## Carriera
I Blond sono saliti alla ribalta all'inizio del 1997 con la loro vittoria all'annuale Melodifestivalen, il programma di selezione del rappresentante eurovisivo svedese, dove hanno presentato l'inedito Bara hon älskar mig. Hanno potuto così cantare per il loro paese all'Eurovision Song Contest 1997 a Dublino, dove si sono piazzati al 14º posto su 25 partecipanti con 36 punti totalizzati. Il loro singolo ha raggiunto la 4ª posizione nella classifica svedese, risultando il 51º più venduto dell'anno. Hanno piazzato in classifica un secondo singolo, Hon har allt, che si è fermato alla 59ª posizione a giugno 1997, e hanno pubblicato un solo album, Blond, prima di separarsi. Si sono riuniti nel 2006 in occasione di un'esibizione allo Stockholm Pride.

## Discografia

### Album
- 1997 – Blond

### Singoli
- 1997 – Bara hon älskar mig
- 1997 – I en luftballong
- 1997 – Hon har allt